# Diocesi di Bria
La diocesi di Bria (in latino: Dioecesis Briana) è una sede soppressa e sede titolare della Chiesa cattolica.

## Storia
Bria, identificabile con le rovine nei pressi di Burgas nell'odierna Turchia, è un'antica sede episcopale della provincia romana della Frigia Pacaziana nella diocesi civile di Asia. Faceva parte del patriarcato di Costantinopoli ed era suffraganea dell'arcidiocesi di Laodicea.
La sede non viene menzionata da Michel Le Quien nell'opera Oriens Christianus. Non è documentata in nessuna delle Notitiae Episcopatuum del patriarcato di Costantinopoli, segno che la diocesi fu soppressa prima del VII secolo, epoca a cui è attribuita la prima Notitia Episcopatuum conosciuta.
A questa antica diocesi è attribuito un solo vescovo, Macedonio, che prese parte al concilio riunito a Costantinopoli nel 536 dal patriarca Mena e dove furono condannati Severo di Antiochia e i suoi sostenitori, tra cui il predecessore Antimo I e Pietro di Apamea.
Dal 1933 Bria è annoverata tra le sedi vescovili titolari della Chiesa cattolica; la sede è vacante dal 15 giugno 1996.

## Cronotassi

### Vescovi greci
- Macedonio † (menzionato nel 536)

### Vescovi titolari
- Paulo Rolim Loureiro † (22 maggio 1948 - 4 agosto 1962 nominato vescovo di Mogidas Cruzes)
- John James Ward † (16 ottobre 1963 - 15 giugno 1996 nominato vescovo titolare di California)